# MTV Video Music Awards 2019
Les MTV Video Music Awards 2019 ont eu lieu le 26 août 2019 au Prudential Center à Newark.
Les chanteuses Taylor Swift et Ariana Grande sont les artistes qui ont reçu le plus de nominations. Elles sont aussi, avec Billie Eilish, les artistes les plus récompensées pendant la cérémonie avec trois prix chacune.

## Prestations

### Pré-cérémonie
- Ava Max - Sweet but Psycho[4]
- CNCO - De cero[4]
- Megan Thee Stallion - Hot Girl Summer et Cash Shit (en)[4]

### Cérémonie
- Taylor Swift - You Need to Calm Down et Lover[5]
- Shawn Mendes - If I Can't Have You (en)[6]
- Lizzo - Truth Hurts (en) et Good as Hell (en)[7]
- Jonas Brothers - Sucker et Only Human (en)[8]
- Lil Nas X - Panini (en)[9]
- Missy Elliott - Medley : Throw It Back (en), The Rain (Supa Dupa Fly) (en), Hot Boyz (en), Get Ur Freak On, Work It (en), Pass That Dutch (en) et Lose Control[10]
- Shawn Mendes et Camila Cabello - Señorita[6]
- Miley Cyrus - Slide Away (en)[11]
- Rosalía et Ozuna - A ningún hombre (en), Yo x ti, tú x mí (en) et Aute Cuture[12]
- H.E.R. - Anti[13]
- Normani - Motivation (en)[14]
- Big Sean et ASAP Ferg - Bezerk[15]
- J Balvin et Bad Bunny - Qué pretendes (en)[15]
- Queen Latifah, Naughty by Nature, Redman, Fetty Wap et Wyclef Jean - Medley : O.P.P. (en), Trap Queen (en), Gone till November (en), No Woman, No Cry, U.N.I.T.Y. (en) et Hip Hop Hooray[16]

## Lauréats et nominations
Les gagnants sont indiqués en gras.

### Vidéo de l'année
Taylor Swift - You Need to Calm Down
- 21 Savage featuring J. Cole - A Lot (en)
- Billie Eilish - Bad Guy
- Ariana Grande - Thank U, Next
- Lil Nas X featuring Billy Ray Cyrus - Old Town Road

### Artiste de l'année
Ariana Grande
- Cardi B
- Billie Eilish
- Halsey
- Jonas Brothers
- Shawn Mendes

### Chanson de l'année
Lil Nas X featuring Billy Ray Cyrus - Old Town Road
- Drake - In My Feelings
- Ariana Grande - Thank U, Next
- Jonas Brothers - Sucker
- Lady Gaga et Bradley Cooper - Shallow
- Taylor Swift - You Need to Calm Down

### Meilleur nouvel artiste
Billie Eilish
- H.E.R.
- Lil Nas X
- Lizzo
- Ava Max
- Rosalía

### Meilleure collaboration
Shawn Mendes et Camila Cabello - Señorita
- BTS featuring Halsey - Boy with Luv (en)
- Lady Gaga et Bradley Cooper - Shallow
- Lil Nas X featuring Billy Ray Cyrus - Old Town Road
- Ed Sheeran et Justin Bieber - I Don't Care
- Taylor Swift featuring Brendon Urie - Me!

### Artiste Push de l'année
Billie Eilish
- Bazzi (en)
- CNCO
- H.E.R.
- Lauv
- Lizzo

### Meilleure vidéo pop
Jonas Brothers - Sucker
- 5 Seconds of Summer - Easier (en)
- Cardi B et Bruno Mars - Please Me (en)
- Billie Eilish - Bad Guy
- Ariana Grande - Thank U, Next
- Khalid - Talk
- Taylor Swift - You Need to Calm Down

### Meilleure vidéo hip-hop
Cardi B - Money (en)
- 2 Chainz featuring Ariana Grande - Rule the World (en)
- 21 Savage featuring J. Cole - A Lot (en)
- DJ Khaled featuring Nipsey Hussle et John Legend - Higher (en)
- Lil Nas X featuring Billy Ray Cyrus - Old Town Road
- Travis Scott featuring Drake - Sicko Mode (en)

### Meilleure vidéo R&B
Normani featuring 6lack - Waves (en)
- Childish Gambino - Feels Like Summer (en)
- H.E.R. featuring Bryson Tiller - Could've Been (en)
- Alicia Keys - Raise a Man
- Ella Mai - Trip (en)
- Anderson .Paak featuring Smokey Robinson - Make It Better

### Meilleure vidéo K-pop
BTS featuring Halsey - Boy with Luv (en)
- Blackpink - Kill This Love (en)
- Exo - Tempo
- Monsta X featuring French Montana - Who Do You Love?
- NCT 127 - Regular-Irregular
- TXT - Cat & Dog

### Meilleure vidéo latine
Rosalía et J Balvin featuring El Guincho - Con Altura
- Anuel AA et Karol G - Secreto (en)
- Bad Bunny featuring Drake - Mia (en)
- Benny Blanco, Tainy, Selena Gomez et J Balvin - I Can't Get Enough (en)
- Daddy Yankee featuring Snow - Con Calma
- Maluma - Mala mía

### Meilleure vidéo dance
The Chainsmokers featuring Bebe Rexha - Call You Mine
- Clean Bandit featuring Demi Lovato - Solo
- DJ Snake featuring Selena Gomez, Ozuna et Cardi B - Taki Taki
- David Guetta, Bebe Rexha et J Balvin - Say My Name
- Marshmello et Bastille - Happier
- Silk City et Dua Lipa - Electricity

### Meilleure vidéo rock
Panic! at the Disco - High Hopes
- The 1975 - Love It If We Made It (en)
- Fall Out Boy - Bishops Knife Trick
- Imagine Dragons - Natural
- Lenny Kravitz - Low (en)
- Twenty One Pilots - My Blood (en)

### Meilleure vidéo engagée
Taylor Swift - You Need to Calm Down
- Jamie N Commons (en) et Skylar Grey featuring Gallant (en) - Runaway Train
- Halsey - Nightmare
- The Killers - Land of the Free
- John Legend - Preach (en)
- Lil Dicky - Earth (en)

### Meilleure réalisation
Lil Nas X featuring Billy Ray Cyrus - Old Town Road (réalisateur : Calmatic)
- Billie Eilish - Bad Guy (réalisateur : Dave Meyers)
- FKA Twigs - Cellophane (en) (réalisateur : Andrew Thomas Huang (en))
- Ariana Grande - Thank U, Next (réalisatrice : Hannah Lux Davis (en))
- LSD - No New Friends (en) (réalisateur : Dano Cerny (en))
- Taylor Swift - You Need to Calm Down (réalisateurs : Taylor Swift et Drew Kirsch)

### Meilleurs effets visuels
Taylor Swift featuring Brendon Urie - Me! (effets visuels : Loris Paillier et Lucas Salton pour Buf VFX)
- DJ Khaled featuring SZA - Just Us (en) (effets visuels : GloriaFX (uk), Sergii Mashevskyi et Anatolii Kuzmytskyi)
- Billie Eilish - When the Party's Over (effets visuels : Bryan Fugal de Centralfugal Productions, Ryan Ross et Andres Jaramillo)
- FKA Twigs - Cellophane (en) (effets visuels : Analog)
- Ariana Grande - God Is a Woman (effets visuels : Fabrice Lagayette de Mathematic)
- LSD - No New Friends (en) (effets visuels : Ethan Chancer)

### Meilleur montage
Billie Eilish - Bad Guy (montage : Billie Eilish)
- Ariana Grande - 7 Rings (montage : Hannah Lux Davis (en) et Taylor Walsh)
- Lil Nas X featuring Billy Ray Cyrus - Old Town Road (montage : Calmatic)
- Anderson .Paak featuring Kendrick Lamar - Tints (montage : Vinnie Hobbs (en))
- Solange - Almeda (en) (montage : Solange Knowles, Vinnie Hobbs et Jonathon Proctor)
- Taylor Swift - You Need to Calm Down (montage : Jarrett Fijal)

### Meilleure direction artistique
Ariana Grande - 7 Rings (directeur artistique : John Richoux)
- BTS featuring Halsey - Boy with Luv (en) (directeurs artistiques : inSil Park et BoNa Kim (MU:E))
- Lil Nas X featuring Billy Ray Cyrus - Old Town Road (directeur artistique : Christian Zollenkopf pour Prettybird)
- Shawn Mendes et Camila Cabello - Señorita (directrice artistique : Tatiana Van Sauter)
- Taylor Swift - You Need to Calm Down (directrice artistique : Brittany Porter)
- Kanye West et Lil Pump featuring Adele Givens (en) - I Love It (en) (directeur artistique : Tino Schaedler (en))

### Meilleure chorégraphie
Rosalía et J Balvin featuring El Guincho - Con Altura (chorégraphe : Charm La'Donna)
- BTS featuring Halsey - Boy with Luv (en) (chorégraphes : Son Sungdeuk et Quick Crew (en))
- FKA Twigs - Cellophane (en) (chorégraphe : Kelly Yvonne)
- LSD - No New Friends (en) (chorégraphe : Ryan Heffington)
- Shawn Mendes et Camila Cabello - Señorita (chorégraphe : Calvit Hodge)
- Solange - Almeda (en) (chorégraphes : Maya Taylor et Solange Knowles)

### Meilleure photographie
Shawn Mendes et Camila Cabello - Señorita (directeur de la photographie : Scott Cunningham)
- Billie Eilish : Hostage (en) (directeur de la photographie : Pau Castejón)
- Ariana Grande - Thank U, Next (directeur de la photographie : Christopher Probst)
- Anderson .Paak featuring Kendrick Lamar - Tints (directeur de la photographie : Elias Talbot)
- Solange - Almeda (en) (directeurs de la photographie : Chayse Irvin, Ryan Marie Helfant et Justin Hamilton)
- Taylor Swift featuring Brendon Urie - Me! (directeur de la photographie : Starr Whitesides)

### Meilleur groupe
BTS
- 5 Seconds of Summer
- Backstreet Boys
- Blackpink
- CNCO
- Jonas Brothers
- PrettyMuch (en)
- Why Don't We

### Meilleur Power Anthem
Megan Thee Stallion featuring Nicki Minaj et Ty Dolla Sign - Hot Girl Summer
- Miley Cyrus - Mother's Daughter
- DJ Khaled featuring Cardi B et 21 Savage — Wish Wish (en)
- Ariana Grande - 7 Rings
- Halsey - Nightmare
- Lizzo featuring Missy Elliott - Tempo (en)
- Maren Morris - Girl (en)
- Taylor Swift - You Need to Calm Down

### Chanson de l'été
Ariana Grande et Social House - Boyfriend (en)
- The Chainsmokers featuring Bebe Rexha - Call You Mine
- Miley Cyrus - Mother's Daughter
- DaBaby - Suge (en)
- Billie Eilish - Bad Guy
- Jonas Brothers - Sucker
- Khalid - Talk
- Lil Nas X featuring Billy Ray Cyrus - Old Town Road
- Lil Tecca - Ransom (en)
- Lizzo - Truth Hurts (en)
- Shawn Mendes et Camila Cabello - Señorita
- Post Malone featuring Young Thug - Goodbyes
- Rosalía et J Balvin featuring El Guincho - Con Altura
- Ed Sheeran et Justin Bieber - I Don't Care
- Taylor Swift - You Need to Calm Down
- Young Thug featuring J. Cole et Travis Scott - The London (en)

### Michael Jackson Video Vanguard Award
Le Michael Jackson Video Vanguard Award est remis à Missy Elliott qui est la première rappeuse à recevoir ce prix. Pendant les deux jours précédant la cérémonie, une exposition temporaire nommée « Museum of Missy » est installée à New York.

### Fashion Trailblazer Award
MTV et le conseil des créateurs de mode américains s'associent pour remettre au styliste Marc Jacobs le premier Fashion Trailblazer Award pendant les MTV Video Music Awards 2019.